# Église Luther de Wiesbaden
L'église luthérienne de Wiesbaden dans la capitale du Land de Hesse est une église protestante, qui a été construite de 1908 à 1910 dans le style de l'Art Nouveau.
Son signe distinctif  est la tour de 50 mètres et la hauteur du toit de 20 m, soutenu par une structure en acier. Grâce à son emplacement sur une colline dans le centre-ville de Wiesbaden, ces éléments sont particulièrement reconnaissables.
Dans le tympan au-dessus de l'entrée principale se trouve une mosaïque avec deux phrases  de Martin Luther Dans la croix, le monogramme du Christ est visible, à gauche et à droite au-dessus des croix, les deux lettres grecques alpha et l'oméga comme un signe que Jésus Christ est le commencement et la fin du monde et de tout l'être (cf. Apocalypse 22:13).

## Source
- (de) Cet article est partiellement ou en totalité issu de l’article de Wikipédia en allemand intitulé « Lutherkirche (Wiesbaden) » (voir la liste des auteurs).